# Saint-Georges-des-Groseillers
Saint-Georges-des-Groseillers ist eine französische Gemeinde mit 3169 Einwohnern (Stand: 1. Januar 2022) im Département Orne in der Region Normandie. Saint-Georges-des-Groseillers gehört zum Arrondissement Argentan und zum Kanton Flers-2. Die Einwohner werden Georgiens genannt.

## Geografie
Saint-Georges-des-Groseillers liegt rund 45 Kilometer südsüdwestlich von Caen. Der Fluss Vère bildet die westliche Gemeindegrenze. Umgeben wird Saint-Georges-des-Groseillers von den Nachbargemeinden Caligny im Norden und Nordwesten, Montilly-sur-Noireau im Norden, Aubusson im Osten und Nordosten, Flers im Süden und Südosten sowie La Lande-Patry im Westen und Südwesten.
Durch die Gemeinde führt die frühere Route nationale 162. 

## Bevölkerungsentwicklung
| Jahr      | 1962 | 1968 | 1975 | 1982 | 1990 | 1999 | 2006 | 2011 |
| Einwohner | 2598 | 2691 | 2941 | 3405 | 3361 | 3259 | 3193 | 3266 |

## Sehenswürdigkeiten
- Kirche Saint-Georges aus dem 19. Jahrhundert
- Britisches Soldatenmahnmal

## Persönlichkeiten
- François Morel (* 1959), Schauspieler und Dramaturg